# Xavier Pedrals i Costa
Xavier Pedrals i Costa (Bagà, Berguedà, 1956) és un mestre i arxiver català.
Llicenciat en Història per la Universitat Autònoma de Barcelona el 1982 i amb el grau de magíster en arxivística per la mateixa universitat el 1993, ha exercit de mestre i ha estat vinculat a diferents entitats. Durant 33 anys, des del 1987 fins al 2021 dirigí l'arxiu de Berga, que el 2000 fou reconvertit en l'Arxiu Comarcal del Berguedà. Ha centrat els seus treballs en temes d'història local, cultura popular i arxivística, una tasca que s'ha vist reflectida en més de 500 articles, llibres i conferències. Ha participat als consells de redacció de 'Plecs', suplement d'història local de l'Avenç, de l'Erol, d'Arxius, Butlletí de la Subdirecció General d'Arxius i Lligall. Revista Catalana d'Arxivística. Ha dirigit les revistes Estudis de Berguedà (1982-1989) i Quaderns de l'Àmbit de Recerques del Berguedà (1991-1997). També ha treballat com a docent a l'Escola Vedruna i a La Salle de Berga. El 1983 va rebre el Premi de Ciències Socials Caixa de Barcelona i el 2006 el Premi de Cultura Popular Serra Boldú. Aquest darrer premi, convocat per l'Ajuntament de Bellpuig, li va suposar poder publicar ‘La Fia-faia: ancestral, màgica, única’, una obra sobre la tradicional festa del solstici d'hivern que se celebra cada nit de Nadal a Bagà i a Sant Julià de Cerdanyola. L'obra, fruit d'un extens treball d'investigació, fou editada per Publicacions de l'Abadia de Montserrat.